# Anna Udvardy
Anna Udvardy (Budapeste, 1949 – 23 de maio de 2019) foi uma produtora de cinema húngara. 
Venceu o Oscar de melhor curta-metragem em live action na edição de 2017 pelo trabalho na obra Mindenki. Faleceu em 23 de maio de 2019.

## Filmografia
- 1987: Pretty Girls
- 1975: Anya gyermekkel
- 1977: Kié a müvészet
- 1977: Távolodóban
- 1983: Mogürt video
- 1983: Montázs a NIKEX-röl
- 1983: Turbó-cooker
- 1984: Néhány lépés az óceánon át
- 1985: Miért dohányozzunk?
- 2005: Rossz helyen szálltunk le
- 2007: Filmesek egymás között - Rekviem egy filmgyárért
- 2007: Sínjárók
- 2007: Eszter
- 2010: Epilogue
- 2012: Mélylevegö
- 2013: Mariann eljegyzése
- 2016: Mindenki